# Anomopsyllus pranizoides
Anomopsyllus pranizoides is een eenoogkreeftjessoort uit de familie van de Nereicolidae. De wetenschappelijke naam van de soort werd in 1921 voor het eerst geldig gepubliceerd door Georg Ossian Sars.